# Joan Flaquer Riutort
Joan Flaquer Riutort (Palma, 28 de març de 1965) és un polític mallorquí del Partit Popular de les Illes Balears.
És llicenciat (1987) i doctor en Dret per la Universitat de les Illes Balears (1990) i professor titular d'universitat de Dret Mercantil a la Universitat de les Illes Balears des de 1992.

## Trajectòria política
- 1991-1995: Regidor de l'ajuntament de Capdepera.
- 1995-2011: Diputat del Parlament de les Illes Balears
- 1993-1996: Conseller de turisme del Govern Balear sota les presidències de Gabriel Cañellas i Cristòfol Soler.
- 1996-1997: Conseller d'educació del Govern Balear sota la presidència de Jaume Matas.
- 2003-2007: Conseller de turisme i portaveu del Govern Balear sota la presidència de Jaume Matas.

En 2012 fou imputat en el cas Palma Arena per delicte de malversació de fons públics, falsedat documental, negociacions prohibides, violació de secrets, prevaricació i frau a l'Administració.

## Obres
- La protección jurídica del agente comercial, Marcial Pons, 1999. ISBN 84-7248-669-9
- El capital autorizado, Universitat de les Illes Balears, 1995. ISBN 84-7632-229-1
- El contrato de crédito subasta, J. M. Bosch Editor, 1992. ISBN 84-7698-177-5